# Agustín Lozano Rodríguez
Agustín Lozano Rodríguez, auch bekannt unter dem Spitznamen Patotas, war ein mexikanischer Fußballspieler, der in der Abwehr bzw. im Mittelfeld agierte.

## Leben
Lozano spielte 1939 in der noch offiziell als Amateurliga betriebenen Primera Fuerza für den Hauptstadtverein Club Marte und wechselte bei Einführung des Profifußballs zur Asociación Deportiva Orizabeña, für die er bis zur Saison 1945/46 spielte. Zur Saison 1946/47 wechselte Lozano zum Club San Sebastián de León.